# Liste der denkmalgeschützten Objekte in Flachau (Salzburg)
Die Liste der denkmalgeschützten Objekte in Flachau enthält die 9 denkmalgeschützten, unbeweglichen Objekte der Gemeinde Flachau.

## Denkmäler
| Foto |                 | Denkmal                                                                          | Standort                                   | Beschreibung | Metadaten |
| ---- | --------------- | -------------------------------------------------------------------------------- | ------------------------------------------ | --- | --- |
| ja   | Datei hochladen | Bürgerhaus, Ehem. Verweserhaus HERIS-ID: 27417 Objekt-ID: 23944                  | Alter Dorfplatz 1 Standort KG: Flachau     | Ehemaliger Dienstsitz des fürsterzbischöflichen Verwesers betreff Flachauer Bergwerksangelegenheiten (insbesondere der Eisenhütte Flachau, der Pfleger war meist am Pfleggericht Radstadt ansässig), unter Erzbischof Franz Anton Graf von Harrach erbaut; in Folge auch Schule der Gemeinde Flachau; heute Trauungsaal und Arztpraxis. Zweistöckiger Bau mit Walmdach, heute in barockisierendem Kaisergelb mit weißer Faschung gehalten. | BDA-Hist.: Q37911187 Status: § 2a Stand der BDA-Liste: 2025-06-30 Name: Bürgerhaus, Ehem. Verweserhaus GstNr.: 92/1, .33 Former Verweserhaus, Flachau                                  |
| ja   | Datei hochladen | Wohnhaus HERIS-ID: 27418 Objekt-ID: 23945                                        | Alter Dorfplatz 111 Standort KG: Flachau   | Stöckl des Verweserhauses, seitlich angestellt | BDA-Hist.: Q37911205 Status: § 2a Stand der BDA-Liste: 2025-06-30 Name: Wohnhaus GstNr.: 91/3, .33 Stöckl of former Verweserhaus, Flachau                                              |
| ja   | Datei hochladen | Pfarrhof HERIS-ID: 27413 Objekt-ID: 23940                                        | Am Hammerrain 2 Standort KG: Flachau       | 1720 erbautes Vikariatshaus | BDA-Hist.: Q37911170 Status: § 2a Stand der BDA-Liste: 2025-06-30 Name: Pfarrhof GstNr.: .32, 64 Rectory Flachau                                                                       |
| BW   | Datei hochladen | Herz Jesu-Kapelle HERIS-ID: 27459 Objekt-ID: 23986                               | Hafeichtalm Standort KG: Flachau           | Der einschiffige Holzblockbau mit Satteldach und Dachreiter ist mit 1926 bezeichnet. | BDA-Hist.: Q37911443 Status: § 2a Stand der BDA-Liste: 2025-06-30 Name: Herz Jesu-Kapelle GstNr.: 593/3                                                                                |
| ja   | Datei hochladen | Kath. Pfarrkirche Unbefleckte Empfängnis Mariae HERIS-ID: 27410 Objekt-ID: 23937 | Standort KG: Flachau                       | 1719–1722 auf Bitten der Zeche Flachau erbaut, anfangs Vikariat von Altenmarkt, seit 1858 Pfarre. | BDA-Hist.: Q37911115 Status: § 2a Stand der BDA-Liste: 2025-06-30 Name: Kath. Pfarrkirche Unbefleckte Empfängnis Mariae GstNr.: .31 Pfarrkirche Unbefleckte Empfängnis Mariae, Flachau |
| ja   | Datei hochladen | Schloss Höch HERIS-ID: 27485 Objekt-ID: 24012                                    | Höchweg 1 Standort KG: Höch                | Das Renaissanceschloss wurde in der ersten Hälfte des 17. Jahrhunderts anstelle eines älteren Ansitzes erbaut. Es ist ein hufeisenförmiger Bau mit je zwei aufgesetzten Türmchen an jedem Flügel. Im Obergeschoß befindet sich eine Halle mit Holzportal, Renaissancetüren, Kassettendecken und Kachelöfen aus der Zeit um 1610. | BDA-Hist.: Q1734141 Status: Bescheid Stand der BDA-Liste: 2025-06-30 Name: Schloss Höch GstNr.: .123, 564 Schloss Höch                                                                 |
| ja   | Datei hochladen | Prechtlkapelle HERIS-ID: 27484 Objekt-ID: 24011                                  | bei Prechtlagasse 62 Standort KG: Höch     | Der quadratische Bildstock mit Zeltdach steht nördlich von Reitdorf. In der Rundbogenöffnung befinden sich ein Kruzifix aus dem 19. Jahrhundert sowie seitlich barocke Konsolfiguren. | BDA-Hist.: Q37911586 Status: § 2a Stand der BDA-Liste: 2025-06-30 Name: Prechtlkapelle GstNr.: 683/1, 689                                                                              |
| ja   | Datei hochladen | Reitdorferwirt, Reitdorfer Taverne HERIS-ID: 27473 Objekt-ID: 24000              | Reitdorfer Straße 1 Standort KG: Reitdorf  | Zweigeschoßiger Mittelflurbau mit Dachgeschoß und Krüppelwalmdach, Fenster mit schlichter Stuckornamentik und alten Fenstergittern; heute gutbürgerlicher Gasthof. | BDA-Hist.: Q37911517 Status: Bescheid Stand der BDA-Liste: 2025-06-30 Name: Reitdorferwirt, Reitdorfer Taverne GstNr.: .1 Reitdorfer Taverne                                           |
| ja   | Datei hochladen | Bauernhaus, Rabenlehen (Reithlehen) HERIS-ID: 27479 Objekt-ID: 24006             | Reitdorfer Straße 15 Standort KG: Reitdorf | Die letzte aussagekräftige Hofgruppe des einst reich mit bäuerlichem Bestand ausgestatteten Orts Reitdorf. | BDA-Hist.: Q37911564 Status: Bescheid Stand der BDA-Liste: 2025-06-30 Name: Bauernhaus, Rabenlehen (Reithlehen) GstNr.: .16 Rabenlehen (Reithlehen), Flachau                           |